# Vincetoxicum schmalhauseni
Vincetoxicum schmalhauseni là một loài thực vật có hoa trong họ La bố ma. Loài này được (Kusnezov) Litv. miêu tả khoa học đầu tiên năm 1917.